# Derek Mayer
Pour les articles homonymes, voir Mayer.
Derek Mayer (né le 21 mai 1967 à Rossland) est un joueur canadien de hockey sur glace. Lors des Jeux olympiques d'hiver de 1994, il remporte la médaille d'argent.

## Palmarès
- Médaille d'argent aux Jeux olympiques de Lillehammer en 1994